# レックス・ルーサー
レックス・ルーサー（英: Lex Luthor）は、DCコミックスの出版するアメリカン・コミックス『スーパーマン』に登場するスーパーヴィラン。1940年にジェリー・シーゲルとジョー・シャスターによって創造され、アクション・コミックス誌23号で初登場した。

## 概要
DCユニバース最大のヒーローであるスーパーマンの宿敵。世界征服を企む悪の天才科学者として"Action Comics #23"（1940年4月）で初登場した。1986年のジョン・バーンによる『マン・オブ・スティール (コミック)』で設定が変更されてからは、メトロポリスの貧困街「スーサイド・スラム」で生まれ、マサチューセッツ工科大学を卒業後、ビジネス界に大きな影響力を持つ有力者となった。
超人的な力を持つエイリアンであるスーパーマンの事を人類の脅威になると考えており、その頭脳と莫大な資金を駆使して数多のヴィランの中でも常に高い地位を維持している。レックス・ルーサーは多くの場合、超人的な力を持たず、容姿はスーツ姿にスキンヘッドで描かれる。定期的に、自ら開発した高性能のパワードスーツを着ることで怪力や飛行、兵器を駆使し、スーパーマンに匹敵する戦いをすることがある。

## 人物
本名：アレクサンダー・ジョセフ・"レックス"・ルーサー (Alexander Joseph "Lex" Luthor)
非常に高いIQの持ち主で、巨大企業レックス・コープの経営者、メトロポリスにおけるフィランソロピストである。マーシー・グレイブスという名の女性個人秘書兼ボディーガードを側近としている。
レックス・コープの社長時代はバットマンことブルース・ウェインとはビジネス上のライバル関係にあり、戦闘で大規模な被害が出た際にはゴッサム・シティにおけるウェイン・エンタープライズ同様、メトロポリスではレックス・コープが街の復興事業を担う。世間での振る舞いを意識しており、メトロポリスに対して長年に渡り慈善活動や基金、チャリティーなどに資金を提供することで、自身に対する嫌疑を逸らしている。
スーパーマンの弱点であるクリプトナイトの指輪を身につけていた影響でガンを患うと腕を切断し義手に換装する。後に転移していることが発覚したため、死を偽装してクローンと入れ替わり、この時は赤毛の長髪に髭を蓄え出自も偽りレックス・ルーサー2世（Lex Luthor II）と名乗っていた。レックス・コープを引き継ぐ形で再びメトロポリスへ戻ると、スーパーガールと行動を共にするようになる。しかし、クローンの体も徐々に崩壊し始め、悪魔ネロンに魂と引き換えに健康的な肉体へと修復してもらう。犯罪が明るみに出て裁判にかけられるが、別人をクローンに仕立て上げ全ての罪を被せて再び地位を取り戻す。
「スーパーマン以上に人々から尊敬される」ためだけに大統領選に出馬。様々な偶然が重なり、一時期DCユニバースで合衆国大統領となる。しかし、スキャンダルで失脚、企業が買収された後は地下に身を潜める。
The New 52の世界では軍に情報と意見を与え続ける対スーパーマンコンサルタント、「フォーエバー・イービル」ではヴィラン軍団を率いてクライムシンジケートと戦い、その後まさかのジャスティス・リーグ入りを果たした。

## スーパーマンとの関係
旧設定ではクラークとは同郷の友人だったが、クラークが「スーパーボーイ」として活動していた頃に危険な化学実験の事故に巻き込まれ、スーパーボーイに助けられる。だが、実験失敗はスーパーボーイのせいだと思い込み犯罪の道に走ったという事になっている。この時にスキンヘッドになった。 
1986年の『マン・オブ・スティール (コミック)』の新設定ではクラークより一回り年上の人物とされたので、この設定は抹消された。しかし、ドラマ『ヤング・スーパーマン』のヒットの影響を受け、2004年に出版された『Superman: Birthright』で「一時期スモールビルにいた」と設定変更が行われた。 
「デス・オブ・スーパーマン」でスーパーマンの遺体がプロジェクト・カドモスに盗み出された際には奪い返し、スーパーマンと自分のDNAを混ぜたクローンのスーパーボーイを生み出す、利害が一致すればスーパーマンと共闘する、善悪が反転した世界ではウルトラマン（悪のスーパーマン）に立ち向かうヒーローとなる等、その関係は一言では言い表せない。 

## 書誌情報

### コミック
- The Man of Steel (1991年 ISBN 978-0930289287)
- Superman: Birthright (2004年 ISBN 978-1401202514)
- Superman: Secret Origin (2010年 ISBN 978-1401226978)
- Superman: President Luthor (New Edition) (2018年 ISBN 978-1401277659)
- Lex Luthor: Man of Steel (2005年 ISBN 978-1401204549)

### 翻訳
- フォーエバー・イービル（2015年 ISBN 978-4796875493）[10]

小学館集英社プロダクション刊。
- ジャスティス・リーグ：インジャスティス・リーグ（2016年 ISBN 978-4796876155）[11]

小学館集英社プロダクション刊。

## 映画
『アトムマン vs スーパーマン』（1950年）
演 - ライル・タルボット
タイトルの「アトムマン」はレックス・ルーサーのこと。
『スーパーマン』（1978年）『スーパーマンII』（1980年）『スーパーマンIV』（1987年）
演 - ジーン・ハックマン
上記3作は一連のシリーズで同一人物という設定。
『スーパーマン リターンズ』（2006年）
演 - ケヴィン・スペイシー
上記シリーズの2作目からの続編で、演者は異なるが同一人物という設定。
『バットマン vs スーパーマン ジャスティスの誕生』（2016年）『ジャスティス・リーグ 』（2017年）
『ジャスティス・リーグ:ザック・スナイダーカット』（2021年）
演 - ジェシー・アイゼンバーグ
「レックス・ルーサーJr」名義。『Superman: Birthright』に登場する青年時代のルーサーがモチーフとなっている。
当初は髪を伸ばしていたが、投獄に伴い髪を剃りスキンヘッドとなった。
『スーパーマン』（2025年）
演 - ニコラス・ホルト

## ドラマ
『スーパーボーイ』（1988年-1992年）
演 - スコット・ジェームス・ウェルス/シャーマン・ハワード
『Lois&Clark/新スーパーマン』（1993年–1997年）
演 - ジョン・シェア
『ヤング・スーパーマン』（2001年-2011年）
演 - マイケル・ローゼンバウム
クラーク・ケントとは当初友人だった。
『SUPERGIRL/スーパーガール』（2015年-2021年）
演 - エイダン・フィンク/ジョン・クライヤー
『TITANS/タイタンズ』（2018年-2023年）
演 - タイタス・ウェリヴァー
『スーパーマン&ロイス』（2021年-現在）
演　- マイケル・カドリッツ

## アニメ

### テレビアニメ
『スーパーフレンズ』（1973年-1985年）
声　- G・スタンリー・ジョーンズ
『スーパーマン』（1996年-2000年）『ジャスティス・リーグ』（2001年-2004年）
『ジャスティス・リーグ・アンリミテッド』（2004年-2006年）
声 - クランシー・ブラウン
『バットマン:ブレイブ&ボールド』（2008年-2011年）
声 - ケビン・マイケル・リチャードソン
『ヤング・ジャスティス』（2010年-現在）
声 - マーク・ロルストン
『ジャスティス・リーグ・アクション』（2016年-2018年）
声 - ジェームズ・ウッズ
『Kite Man: Hell Yeah!』（TBA）
声 - ランス・レディック

### 長編アニメ
『スーパーマン/バットマン:パブリック・エネミー』（2009年）
声 - クランシー・ブラウン
『ジャスティス・リーグ Crisis On Two Earths』（2010年）
声 - クリス・ノース
『デス・オブ・スーパーマン』（2018年）『レイン・オブ・ザ・スーパーメン』（2019年）
声 - レイン・ウィルソン

## ゲーム
『DCユニバース・オンライン』（2011年）
声 - ジェームズ・マースターズ
『インジャスティス:神々の激突』（2013年）
声 - マーク・ロルストン
『レゴ®DCスーパーヴィランズ』（2018年）
声 - クランシー・ブラウン